# Pedro Alcântara Cerqueira Leite
Pedro de Alcântara Cerqueira Leite, primeiro e único barão de São João Nepomuceno (Barbacena, 28 de junho de 1807 — 24 de abril de 1883), foi um jurista, cafeicultor, político e investidor acionário brasileiro.
Filho do capitão José de Cerqueira Leite e de Ana Maria da Fonseca, casou-se em 1844 com sua sobrinha Ana Cerqueira do Vale, filha de sua irmã Bernardina Cerqueira do Vale Amado e do Coronel Manoel do Vale Amado.
Foi deputado, desembargador e posteriormente presidente da província de Minas Gerais, de 26 de setembro de 1864 a 18 de dezembro de 1865. Recebeu o baronato por decreto de 15 de julho de 1881. Foi também criador da E. F. União Mineira em Santana do Deserto.
Foi grande amigo e ao que consta primo do Visconde de Araxá.